# Kulturno-umjetnička društva Gradiške
Gradiška nema dugu tradiciju kulturno-prosvjetne djelatnosti koja u vrijeme turske uprave gotovo i ne postoji. Prve korake na tom planu čini austrougarska uprava, a ozbiljnije ih proširuje Kraljevina Jugoslavija. Iako je Drugi svjetski rat prekinuo svaku kulturnu djelatnost, još u toku NOB-a oslobođena područja Bosanske Gradiške razvila su elementarne oblike kulturno-zabavnog i prosvjetnog rada.
Nakon oslobođenja 1945. godine pokrenut je dotad neviđeni kulturo-zabavni i prosvjetni rad. Već u jesen 1945. godine na području sreza Bosanska Gradiška formirano je osam kulturno-prosvjetnih odbora (u Bos. Gradišci, Cerovljanima, Liskovcu, Lamincima, Trošeljima, Turjaku, Podgradcima i Karajzovcima). Djelovalo je i sedam diletantskih grupa i pet horova.
Poslije oslobođenja (do 1949) postojala su (sa neznatnom aktivnošću) kulturno-prosvjetna društva "Preporod", "Prosvjeta", "Hrvatska sloga" i "Društvo za kulturnu sarasnju sa SSSR-om".
U proljeće 1949. godine formirano je kulturno-umjetničko društvo u Bosanskoj Gradišci pod nazivom "Kozara". Imalo je hor, folklor i dramsku sekciju. Isticao se hor sa 60 članova. Rad kulturno-umjetničkog društva odvijao se u Radničkom, a povremeno i Fiskulturnom domu. KUD se ubrzo afirmisao, pa je imao značajne nastupe na sreskom festivalu u Banjaluci i republičkom u Sarajevu. U januaru 1950. godine kulturno-umjetničko društvo u Novoj Topoli osnovali su radnici Državnog poljoprivrednog dobra.
KUD "Kozara" je nakon vidnog uspjeha do 1951. godine naglo prestalo sa radom. Sredinom 1954. godine formira se KUD pod nazivom "Braća Ribar". To društvo okuplja veliki broj omladine i ostalih entuzijasta i uspjeva trajno da se održi. Društvo je 1963. godine promjenilo naziv u KUD "Lepa Radić".
Od 1970. godine, a posebno 1977. počinju se formirati nova kulturno-umjetnička društva. To su: "Omladinac" iz Vrbaške, "Orahova" iz Orahove, "Bratstvo-jedinstvo" iz Dubrava, "Mladost" iz Kočićeva, "I.G.Kovačić" iz Doline, "Ale Obić" iz Lipovače, "Petar Kočić" iz Nove Topole, "Kozara" iz Gornjih Podgradaca i "Metal" iz Bos. Gradiške. Uslovi za njihov rad su poboljšani, pošto svaka mjesna zajednica ima neki društveni objekat u kome je sjedište društva.
I materijalni uslovi su sve bolji. Pojedina društva postaju gosti u mnogim gradovima Jugoslavije, pa i inostranstvu. Tako su od 1985. do 1987. godine neka društva gostovala u inostranstvu (Austrija, SR Njemačka i Švajcarska).
Pri osmogodišnjim i srednjim školama postoje kulturno-prosvjetne i zabavne sekcije (folklorne, dramske, recitatosrke, tamburaške i druge) iz kojih se kasnije regrutuju talentovani članovi kulturno-umjetničkih društava.
Osamdesetih godina, kulturno-umjetnička društva u Bosanskoj Gradišci imaju već izgrađenu poziciju koju svojim radom stalno pokušavaju učvrstiti u unaprijediti.
Na žalost, ratna dešavanja degradiraju postignuto te se pojedina društva gase. U istom periodu se formira KUD "Kolovit" koji ubrzo zauzima značajnu poziciju u kulturnom životu Gradiške. Kasnije se formiraju nova društva te se teži obnoviti rad starih društava koja su prestala sa radom. Društva se susreću sa mnogim problemima obzirom da poslijeratni period karakteriše siromaštvo i slaba društvena pozicija kulture.
Godine 2013. u Gradišci egzistira 13 kulturno-umjetničkih društava:

## CKUD "Lepa Radić" Gradiška
Centralno kulturno-umjetničko društvo "Lepa Radić" iz Gradiške
KUD „Lepa Radić“ svoje prve početke bilježi nakon II svjetskog rata kada se pokušava obnoviti kulturno-prosvjetni rad na ovim prostorima. Međutim, definitivno formiranje KUD-a desilo se 1973. godine udruživanjem KUD-a „Braća Ribar“ i KUD-a slijepih „Lepa Radić“. KUD dalje nosi naziv po Lepoj Radić — norodnom heroju rodom sa ovih prostora (Gašnica).
Razumljivo, KUD već tada raspolaže ljudstvom i sredstvima neophodnim za kvalitetan rad. Društvo je imalo i adekvatne uslove za rad i napredovanje. Posjedovalo je značajna sredstva za rad, a svoje aktivnosti obavljalo je u Đačkom domu „Lepa Radić“ sve do 1980. godine kada prelazi u novoizgrađeni Dom kulture. Tu radi i niže uspjehe sve do 1992. godine kada prestaje sa radom.
Društvo je postizalo veoma značajne rezultate i bilo nezaobilazan faktor kulturnih zbivanja u Gradišci i šire. Osamdesetih godina Društvo bilježi konstantan rast svojih aktivnosti i rezultata pa tako okuplja veliki broj članova raspoređenih u sekcije (nekoliko folklornih sekcija, tamburaški i narodni orkestar, hor, dramska sekcija) koji zajedničkim naporima i zalaganjem postavljaju KUD među prvih 10 kulturno-umjetničkih društava bivše Jugoslavije. Učestvuje na mnogim smotrama i festivalima u zemlji i inostranstvu. Ističe se učestvovanje tamburaškog orkestra na otvaranju ZOI, Sarajevo 1984.
Društvo u cjelini i sekcije su vodili ljudi koji su sa velikim entuzijazmom i ljubavlju pružali svoj maksimum kako bi se postigli izuzetni rezultati.
Prethodnih godina, u nekoliko navrata bezuspješno se pokušava obnoviti rad Društva. Takođe se sve više spominjala i ideja o osnivanju potpuno novog gradskog društva. Konačno, 2013. godine formirao se Inicijativni odbor za obnovu rada Društva „Lepa Radić“ a konkretan korak je napravljen 19. 7. 2013. godine kada je održana Osnivačka skupština Centralnog kulturno-umjetničnog društva „Lepa Radić“ iz Gradiške. Donesen je Osnivački akt, Statut i izabrani su organi društva.
Društvo je u Gradišci imalo centralnu poziciju u smislu članstva, očuvanja narodne tradicije, fundusa nošnji i drugih sredstava, kvaliteta rada i postignutih rezultata. Skupština je u tom smislu zauzela stav da jedan od osnovnih ciljeva bude vraćanje stare slave KUD-u te se time odredila i u nazivu „centralno“. Zaključeno je da pored izuzetno nepovoljnog ekonomsko-političkog trenutka i veoma niske osjetiljvosti šire društvene zajednice za kulturu treba istrajati u okupljnju omadine i drugih članova radi ispunjavanja zactranih ciljeva i zadataka. Ovim se postiže višestruka korist kako za pojedinca, tako i za društvo. Čuva se tradicionalna kultura i umjetnost, daje se mogućnost kvalitetnog provođenja slobodnog vremena, omogućuje se saradnja, druženja, putovanja kao i promocija lokalne zajednice i države.

## OKUD "Petar Kočić" N. Topola
Omladinsko kulturno umjetničko društvo "Petar Kočić" nakon kraće pauze počinje ponovo sa radom u mjesecu Oktobru 2012. godine. OKUD "Petar Kočić" je registrovan 13. 03. 2013. godine. Iako veoma mlado društvo, ono je i veoma uspješno. Imali su mnogo nastupa od kojih su i neki van granica naše države, naravno tu su i nastupi u mnogim gradovima Republike Srpske.

## KUD "Kolovit" Gradiška
Kulturno-umjetničko društvo "Kolovit" iz Gradiške
KUD "Kolovit" je dobrovoljna društvena organizacija, osnovana radi ostvarenja zajedničkih potreba i interesa građana, a u oblasti kulturno-umjetniškog rada. Društvo je osnovano 1992. godine.
Društvo je društvena organizacija u koju se na osnovu dobrovoljnog udruživanja okupljaju djeca, omladina i drugi građani u cilju organizovanog kulturno-umjetničkog djelovanja, razvijanja društvenih vrijednosti, radnih i vaspitnih osobina, ukidanju razlika između umnog i fizičkog rada, njegovanju drugarstva i solidarnosti među ljudima. Osnovna djelatnost Društva je njegovanje i održavanje kulturne baštine i tradicionalnih oblika narodne kulture, kao potrebe građanstva i razvijanje amaterizma. Djelovanje se ostvaruje u skladu sa potrebama lokalne zajednice i šire društvene zajednice u kojoj Društvo djeluje. Društvo danas broji preko 300 članova podjeljenih u 7 programskih jedinica, 6 sekcija, 4 pjevačke grupe i narodni orkestar.
Od 2003.godine "Kolovit" je organizator višednevnog Međunarodnog festivala narodne pjesme i igre, kapaciteta 12 ansambala iz zemlje i inostranstva. Na Festivalima i drugim manifestacijama u organizaciji KUD-a "Kolovit" učestvovali su KUD-ovi iz Hrvatske, Makedonije, Holandije, Slovenije, Slovačke, Rumunije, Mađarkse, Švedske, Švajcarske, Crne Gore, Srbije kao i iz Republike Srpske i Federacije BIH.
Društvo je učestvovalo na različitim smotrama i festivalima u Srbiji, BIH, Hrvatskoj, Holandiji, Grčkoj, Sloveniji, Rumuniji, Mađarskoj, Švedskoj i Makedoniji.

## KUD "Mirkovo kolo" Vrbaška
KUD "Mirkovo kolo" osnovano je 09.09.2008., a registrovano 2009. godine. KUD "Mirkovo Kolo" u toku svog postojanja, je imalo veliki broj koncerata na teritoriji BiH, tako i po susjednim zemljama. Broji oko 200 aktivnih članova. Naime, iako veoma mlado društvo, u svojoj organizaciji ima i narodni orkestar, sekciju zena " Lepa Radic".

## KUD "Dukati" B. Laminci
Kulturno Umjetničko Društvo "DUKATI" osnovano je u septembru mjesecu 2006. godine u naselju nadomak Gradiske, u Brezik Lamincima. KUD broji 100 članova razlicitih dobnih skupina, rasporedjeni su u cetiri grupe, od najmladje grupe pa do veterana. Uz igracke ansamble i nas mladi orkestar, u sklopu KUD-a imamo i izvornu pjevacku grupu "BREZA" a takođe i Dramsku sekciju. Društvo radi pod budnim okom profesionalnog koreografa i umjetničkog rukovodioca Marinka Koprene, i Upravnog odbora KUD-a koji broj 11 članova.
KUD "DUKATI" je dručtvena ogranizacija u kojoj se na osnovu dobrovoljnog udruživanja okupljaju djeca, omladina i drugi građani u cilju njegovanja i održavanja kulturne baštine i tradicionalnih oblika narodne kulture.
Nase društvo ima godišnju manifestaciju pod nazivom "PETROVDANSKI SABOR FOLKLORA" (11. i 12. juli) gdje se u dva dana okupi oko 20 Kulturno Umjetničkih Društava i pjevackih etno — grupa. Sabor je okarakterisan kao međunarodni festival igre i pjesme i narodne tradicije.

## KUD "Behar" Dubrave
Kud "Behar" Dubrave je počeo sa radom u novembru 2005. godine. Za samo mjesec dana KUD je uspio sakupiti i do 70 članova. U roku od tri mjeseca, aktivnog rada, KUD je sastavio tri koreografije, a to su: Bosansko sjelo, Igre sa Sarajevskog polja i Gluho Glamočko kolo. Ove tri koreografije prvi put su izveli 8. marta 2006. godine u Domu Kulture Dubrave. Za svoj prvi nastup su morali iznajmljivati opremu, ali uz pomoću građana MZ. Dubrave uspjeli su sakupiti sretstva za izradu nošnje.
Prva godina je bila godina za pamčenje jer je bila do sada najuspjesnija godina od nastanka KUD-a. Gostovali su na mnogim smotrama i nastupima u Bosni i Hercegovini, kao i šire. Najznačajniji nastupi su bili u Sarajevu, u emisiji Folk Show kod Envera Sadinlije u decembru 2007. godine, kao i nastup u Sloveniji u gradu Jesenice u aprilu 2009. godine. U Jesenicama je bio nas prvi nastup koji su imali van granica Bosne i Hercegovine.
KUD "Behar" tokom svih ovih godina radi zajedno sa UZ "Izlazak Sunca" Dubrave, gdje zajedno pripremaju i izvode razne nekadašnje bosanske običaje, te zajedno nastupaju što u mjestu Dubrave, što i u drugim gradovima. KUD "Behar" radi i danas u prostorijama Doma Kulture Dubrave. KUD sada broji oko 50 aktivnih članova raznih uzrasta.

## KUD "Ale Obić" Lipovača
KUD Ale Obić ponovo osnovan 2011. godine. Trebalo je vremena da se ovo društvo pokrene, jer su tokom ratnog perioda pokidane sve veze u organizaciji ovog društva, koje je isto tako, bilježilo dobre rezultate svoga postojanja i djelovanja. Pored folklora ovo društvo nudi podučavanja iz oblasti raznih bosanskohercegovačkih igara, glume, humora i ostalog. Nakon okupljanja članova u ovo društvo ostaje nada da će moći na najljepši i tradicionalan način predstavljati kulturu Bošnjaka u Bosanskoj Gradišci.

## KUD "Trinaest skojevki" Grbavci
KUD "13 Skojevki" Grbavci registrovan je 26.11.2010. Broji preko 50 članova. U okviru KUD-a djeluje Muska pjevacka grupa "Ponos Kozare", Zenska izvorna grupa i tri grupe folklora.

## KUD "Avdo Ćuk" Orahova
Udruženje žena „Behar“ broji oko 70 članova, a za ovo kratko vrijeme, uradili su mnogo zahvaljujući razumjevanju i pomoći ljudi iz Orahove koji žive širom svijeta. Udruženje kroz svoje aktivnosti pomaže starim, bolesnim  licima, organizuje aktivnosti djece i omladine, te saradjuje sa javnim i neprofitnim licima u cilju poboljšanja uslova života starih i iznemoglih lica. Zahvaljujući pomoći ljudi  iz inostranstva Udurženje je osnovalo i kulturno — umjetničko društvo „Avdo Ćuk“ kako bi sačuvali tradiciju i kulturu ovog kraja. Oko 35 članova, koliko trenutno broji ovo društvo, svojim radom opravdalo je očekivanja.